# Julie Manet

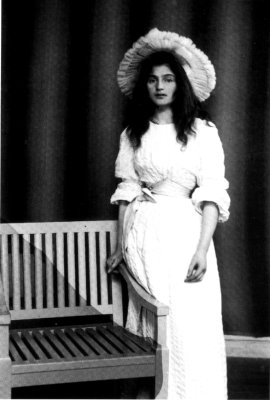
Julie Manet in 1894

Julie Manet (Parijs, 14 november 1878 – 14 juli 1966) was een Frans kunstschilder en kunstverzamelaar. Ook was zij schildersmodel voor haar moeder Berthe Morisot en voor enkele andere impressionisten. Zij is vooral bekend geworden door haar dagboek, waarin zij onder andere schreef over haar contacten met deze schilders. Het werd na haar dood uitgegeven en in het Nederlands gepubliceerd als De impressionistische wereld van Julie Manet.

## Biografie

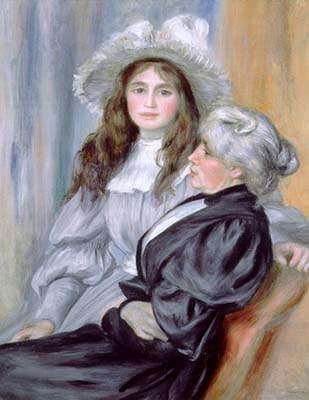
Pierre-Auguste Renoir: Portret van Berthe Morisot en haar dochter Julie (1894)

Julie Manet was het enige kind van Berthe Morisot en Eugène Manet, de broer van Édouard Manet. Als kind leerde zij via haar ouders de schilders Gustave Caillebotte, Pierre-Auguste Renoir, Edgar Degas, Puvis de Chavannes, James McNeill Whistler en Claude Monet kennen. Ook de dichter Stéphane Mallarmé was een huisvriend. Vanaf 1893 hield zij een dagboek bij; na haar dood werden de aantekeningen van 1893 tot 1899 uitgegeven.
Julie Manet werd dikwijls door haar moeder geschilderd. Ook werd zij geportretteerd door Manet en Renoir, die in 1894 een dubbelportret van Julie Manet en Berthe Morisot schilderde. Zij leerde tekenen en schilderen van haar moeder. Eugène Manet overleed in 1893 en Berthe Morisot in 1895, waardoor Julie Manet op 17-jarige leeftijd wees werd; haar voogd was Mallarmé. In mei 1900 trouwde Julie Manet met de schilder Ernest Rouart; haar nichtje Jeannie Gobillard trouwde op dezelfde dag met Paul Valéry. Manet en Rouart kregen drie zoons.
Julie Manet schilderde in de stijl van haar moeder. Het echtpaar Rouart-Manet organiseerde daarnaast tentoonstellingen, waaronder een retrospectief van Manet ter gelegenheid van zijn 100e geboortedag in 1932 en een tentoonstelling van Morisot in 1941.
In 1990 was de expositie De impressionistische wereld van Julie Manet te zien in het Singer Museum in Laren.

## Galerij

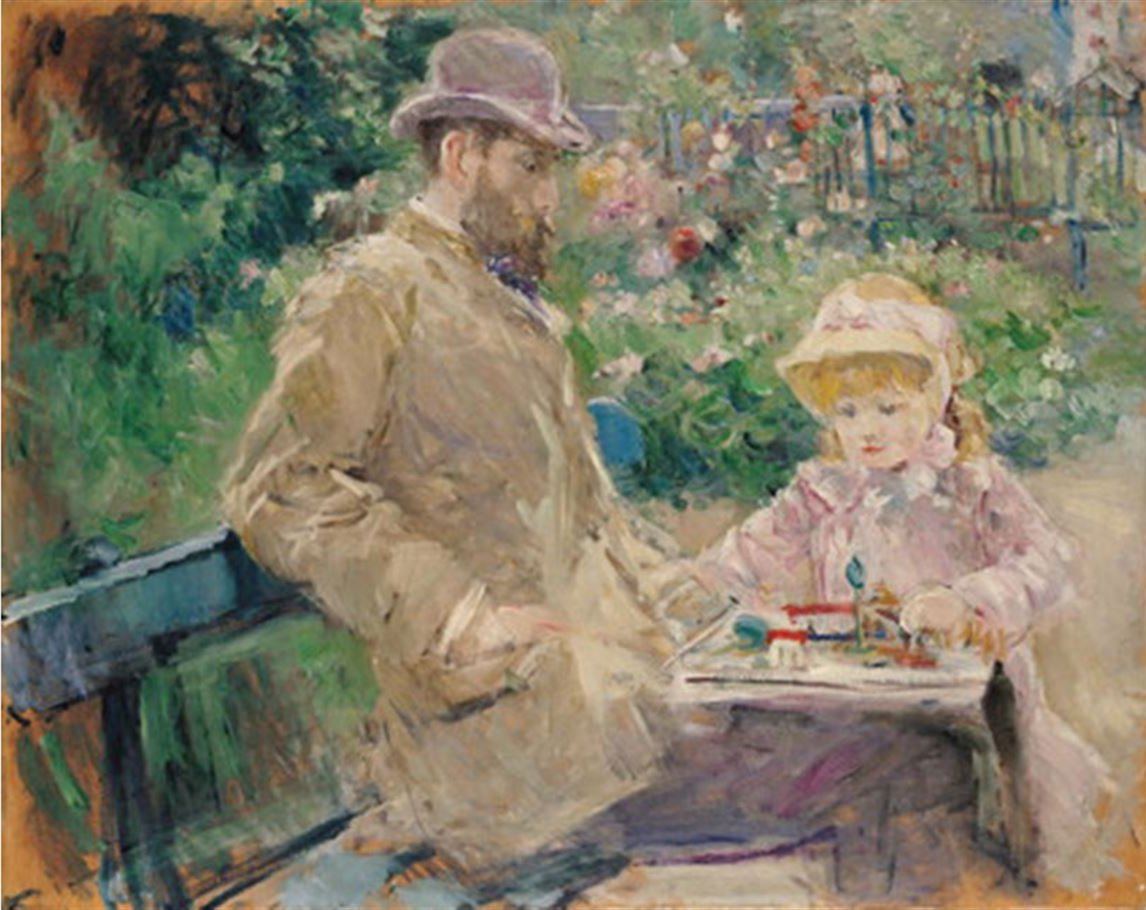
Berthe Morisot: Eugène Manet en zijn dochter in Bougival (1881)
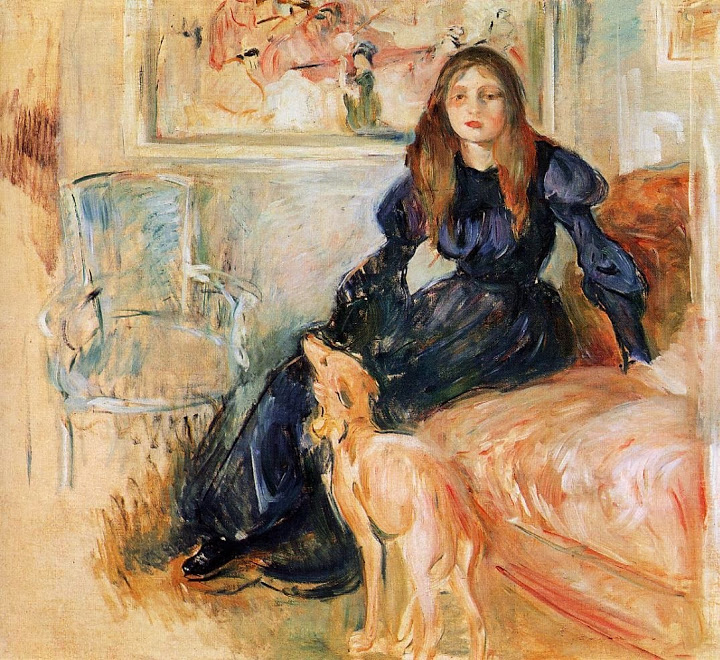
Berthe Morisot: Meisje met greyhound (1893)
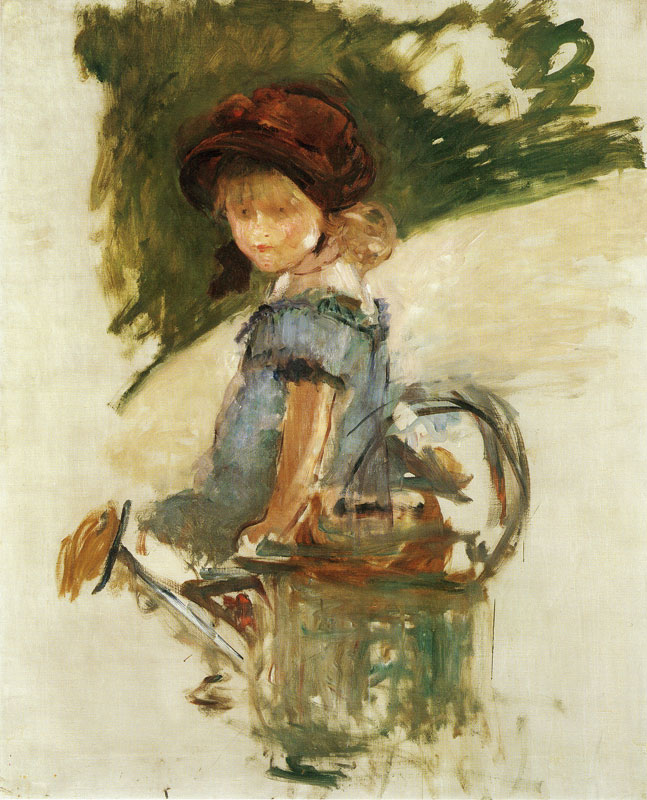
Édouard Manet: Julie Manet zittend op een gieter (1882)
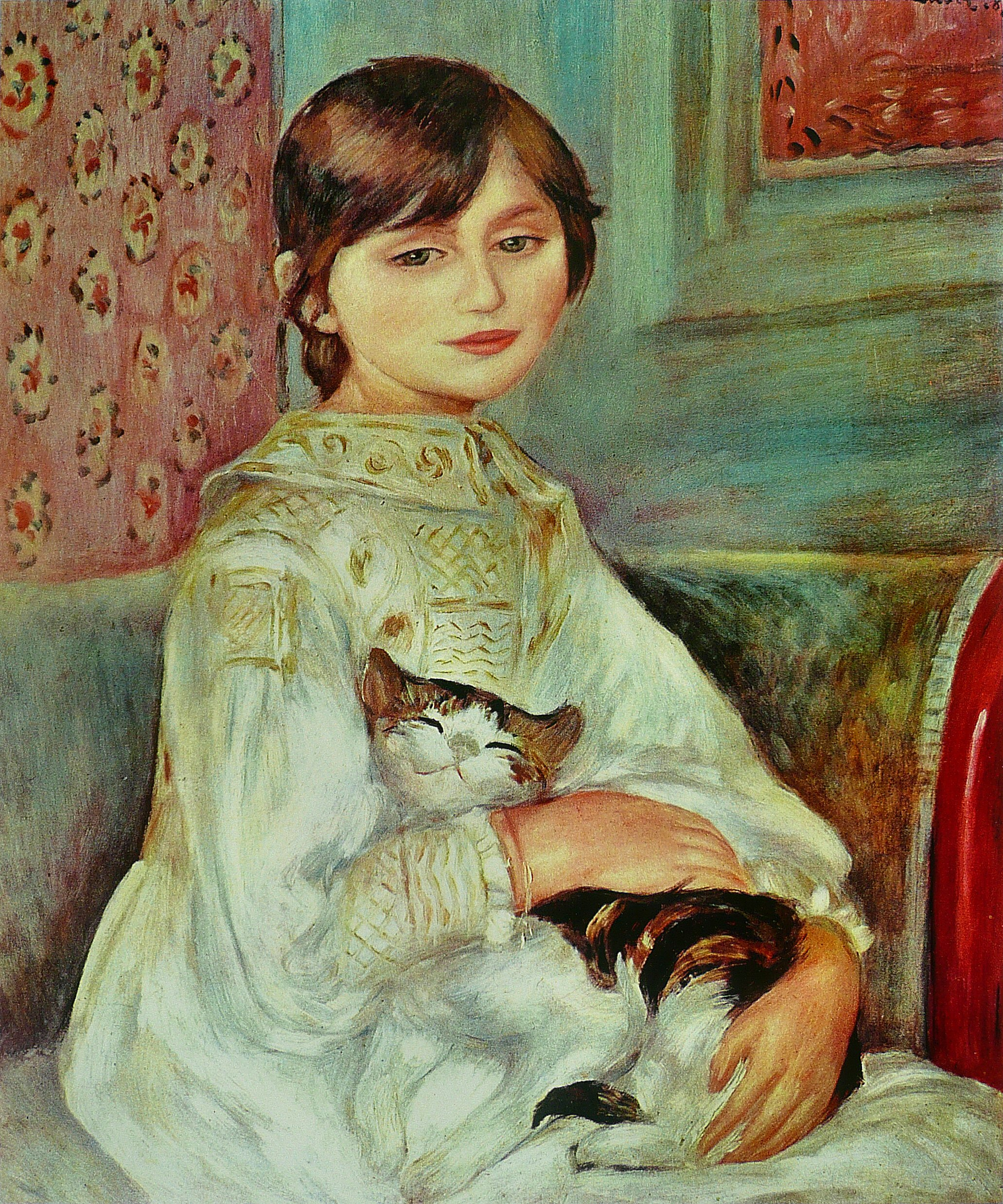
Pierre-Auguste Renoir: Portret van Mademoiselle Julie Manet met kat (1887)
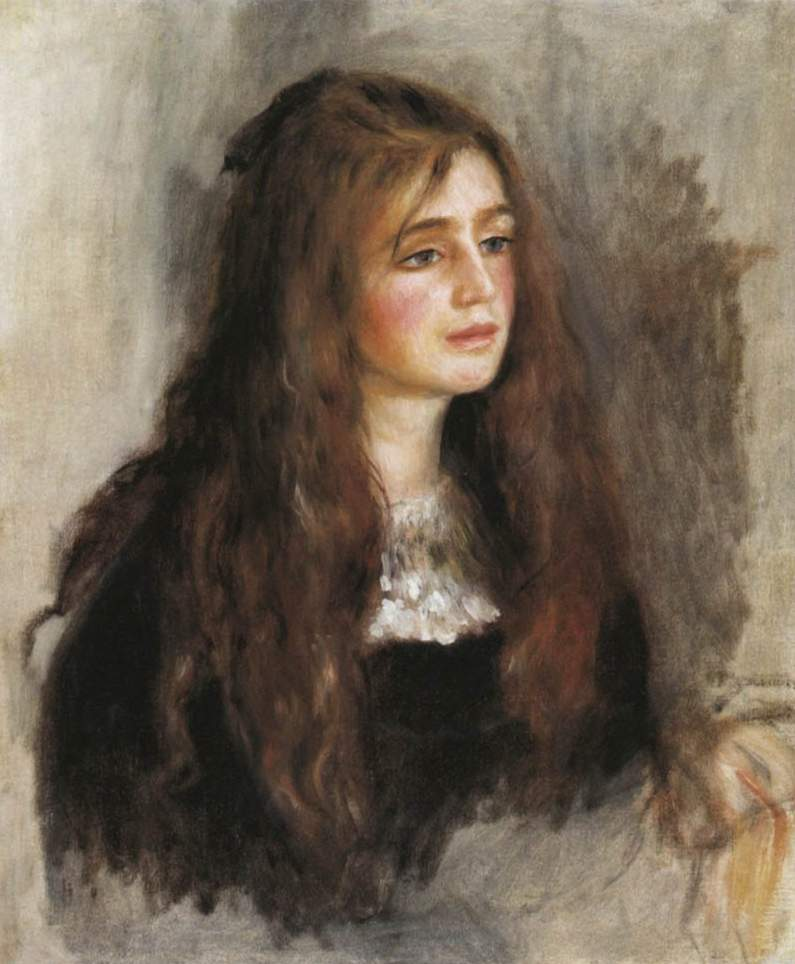
Pierre-Auguste Renoir: Portret van Julie Manet (1894)

- Bibliothèque nationale de France: cb12623133v (data)
- CiNii: DA04862695
- Gemeinsame Normdatei: 118842447
- International Standard Name Identifier: 0000 0000 8376 9923
- Library of Congress Control Number: n80041351
- Bibliotheek van het Japanse parlement: 00470989
- Nationale Bibliotheek van Tsjechië: jo20181019039
- Nederlandse Thesaurus van Auteursnamen: 071567119
- Réseau des bibliothèques de Suisse occidentale: 02-A003556412
- RKD-Nederlands Instituut voor Kunstgeschiedenis: 309420
- SNAC: w6zs50h2
- Système universitaire de documentation: 083520651
- Museum of New Zealand Te Papa Tongarewa: 45043
- Union List of Artist Names: 500349071
- Virtual International Authority File: 42635034